# مستخدم خارق
في العديد من أنظمة تشغيل الحاسوب، المستخدم الخارق أو الجذر (بالإنجليزية: Superuser أو root)‏ هو حساب المستخدم الخاص بإدارة النظام والذي يملك كامل الصلاحيات على الجهاز حتى أنه يمكنه أن يدمر النظام.
الهدف من الفصل بين الامتيازات الإدارية وامتيازات المستخدم العادي، جعل نظام التشغيل أكثر قدرة على مقاومة الفيروسات والبرامج وأحصنة طروادة والبرامج الخبيثة الأخرى. بالإضافة إلى أن المؤسسات والمنظمات تعطي لأفراد معينين امتيازات إدارية دون غيرهم، وذلك من أجل السيطرة على إساءة الاستخدام، أو غير ذلك من الأنشطة التخريبية. الترجمة الحرفية لكلمة الروت root هي الجذر حيث أن الجذر هو أساس الشجرة.
لا ينصح الدخول بحساب الروت على أحد أنظمة جنو لينكس لأن هذا المستخدم لا يوجد له صلاحية محددة فأي أمر تكتبه بشكل خاطئ يمكن أن يدمر النظام، لذلك استعمله في الأعمال التي تحتاج لصلاحية المستخدم الجذر مثل تركيب حذف البرامج أو ترقية النظام.

## يونكس وشبيه يونكس
في أنظمة يونكس والانظمة الشبيهة بيونكس الجذر هو الاسم التقليدي للمستخدم الذي لديه كل الحقوق أو الأذونات (لجميع الملفات والبرامج) بجميع الطرق والأوضاع (مستخدم واحد أو وضع تعدد المستخدمين). ويطلق عليه البعض أسماء أخرى مثل الروت، المستخدم الخارق، المستخدم الجذر، المستخدم المميز أو المستخدم ذو أعلى سلطة في النهاية كلها أسماء لمستخدم واحد. معرف المستخدم الخارق (بالإنجليزية: user ID)‏ دائما يساوي 0.

### الرموز
هناك رمزان في سطر الأوامر على أحد أشباه يونكس، يبينان أن المستخدم عادي أو مستخدم جذر:
- الرمز $ يدل على أن المستخدم عادي على النظام.
- الرمز # يدل على أن المستخدم جذر على النظام.
- الدليل root/ المثال الرئيسي للمستخدم الجذر.
- الدليل Home/ الدليل الرئيسي للمستخدمين الآخرين.

أخذ صلاحيات الروت إما بوضع كلمة sudo في مقدمة كل أمر، أو استخدام الأمر su لبدء المستخدم الجذر، أو الدخول فعليًا للنظام بصفة المستخدم الجذر. مع وجود كلمة سر المستخدم الجذر أيضًا.
su
افتح التيرمنال واكتب su سيطلب منك كلمة سر الروت أدخلها. الآن أنت قد أخذت صلاحية الروت، su هي اختصار super user وتعني المستخدم الخارق بكتابتك لهذا الأمر في التيرمنال والضغط انتر أنت قد طلبت صلاحية هذا المستخدم بشكل دائم، وستلاحظ أن الرمز تغير من ($) إلى (#)، وأيضًا لمعرفة أي حساب أنت الآن تستعمل (سواء حساب المستخدم الجذر أو أي حساب آخر) اكتب في سطر الأوامر whoami أو echo $UID إذا كان ناتج الأمر صفر 0 zero يعني أنت بحساب المستخدم الجذر
للتحول من حساب الروت إلى حساب المستخدم نفذ الأمر su user name وادخل مكان user name اسم المستخدم الذي تريد أن تدخل به. مثال su khaled
sudo
إذا كنت من الذين يملكون فوبيا خوف من الدخول بحساب الروت لكي لا تقوم بتنفيذ أمر تندم عليه، يوجد هناك أمر اسمه sudo الذي يأخذ صلاحية روت مؤقتة فقط قبل كل أمر تريد تنفيذه ويحتاج صلاحية روت اكتب sudo وبعدها كلمة السر.
مثال 
sudo apt-get install vlc
ماذا لو أردت تنفيذ عدة أوامر تحتاج صلاحية الروت، فمن غير المنطقي في كل مرة اكتب sudo قبل الأمر وكلمة السر، لهذا استخدم الأمر التالي:
sudo -i
إذا أردت أخذ صلاحية روت بالواجهة الرسومية الأمر gksu إذا كنت تستخدم جنوم والأمر كيديsu إذا كنت تستخدم كيدي.
لتغيير كلمة السر لمستخدم اكتب passwd user name واكتب مكان user name اسم المستخدم الذي تريد تغيير كلمة السر له، أما إذا أردت تغيير كلمة سر المستخدم الجذر اكتب sudo passwd

## ويندوز ان تي
في ويندوز إن تي والأنظمة المشتقة منه (ويندوز 2000، ويندوز إكس بي، ويندوز سيرفر 2003، ويندوز فيستا، 7,8) يجب أن يكون هناك مستخدم مسؤول واحد على الأقل (في ويندوز إكس بي وقبل) ومستخدم واحد على الأقل قادر على إعطاء الصلاحيات (ويندوز فيستا، 7 عن طريق التحكم بحساب المستخدم).
في ويندوز اكس بي والأنظمة السابقة هناك مستخدم مسؤول مدمج يكون مخفياً عندما يكون هناك مستخدم بصلاحيات المسؤول، هذا المستخدم يكون بدون كلمة سر، وهذا يمثل خطراً أمنياً، لذلك يكون هذا المستخدم معطلاً بشكل افتراضي في ويندوز فيستا والأنظمة اللاحقة نظراً لاستخدام التحكم بحساب المستخدم.
في ويندوز فيستا 7\8 تظهر نافذة تأكيد قبل القيام بعمل يتطلب صلاحيات المسؤول، وهذه النافذة لا تتطلب ٱدخال كلمة مرور إذا كان العمل ضمن مستخدم ذو صلاحيات مسؤول، لكنها في الحسابات العادية تتطلب إدخال اسم مستخدم وكلمة مرور لأحد المستخدمين المسؤولين الموجودين. في نظام ويندوز اكس بي لم يكن هناك داعٍ للتحقق (المصادقة) عند تشغيل عملية تتطلب صلاحيات مرتفعة، ويعتبر هذا خطراً أمنيا أدى إلى إنشاء التحكم بحساب المستخدم

## نوفيل نيتوير
في نوفيل نتوير (بالإنجليزية: Novell NetWare)‏، كان المستخدم الخارق يسمى بــ «المشرف: supervisor»، في وقت لاحق أصبح يطلق عليه اسم «المسؤول: admin».